# 丹羽隼兵
丹羽 隼兵（にわ しゅんぺい、1938年 - ）は、日本の中国学者。
東京生まれ。東京都立大学 (1949-2011)人文学部中国文学科卒業。河出書房新社に入社、のちフリーの編集者、文筆家となり中国関係の著述を行う。

## 著書
- 『失敗の教訓 『三国志』『十八史略』に学ぶ 何を学び、どう活かすか』日新報道 1986
- 『中国古典百言百話 3　三国志』PHP研究所 1987　のち文庫
- 『中国古典百言百話 12　宋名臣言行録』PHP研究所 1988　のち文庫
- 『中国古典の名言人生の指針一日一訓』三笠書房 1990
- 『中国故事に学ぶ帝王学 人を率いるリーダーの条件とは何か』PHP研究所 1991
- 『人を磨く一日一言 中国古典活用事典』麗澤大学出版会 2002
- 『「三国志」の言葉 男たちの知略、戦いのすべて!』PHP研究所 2007

### 共編著
- 『乱世行動術』和田武司共著 主婦と生活社、1974　「史記に学ぶ」徳間文庫
- 『人を動かす知恵 中国の故事・名言100』守屋洋共著 ダイヤモンド社 1977
- 『史記 別巻　『史記』小事典』久米旺生,竹内良雄共編　徳間書店、1988　のち文庫
- 『三国志事典』立間祥介共著　岩波ジュニア新書 1994
- 『人物中国五千年 3　漢王朝の光彩 前漢・後漢』責任編集　PHP研究所 1997
- 『三国志ものしり人物事典 「諸葛孔明」と102人のビジュアル・エピソード 永久保存版』陳舜臣監修 立間祥介共著 文芸社 2005

### 翻訳
- 『史記 4 権力の構造』大石智良共訳 徳間書店 1972　のち文庫
- 『十八史略 4 帝王の陥穽』花村豊生共訳 徳間書店 1975　のち文庫
- 『三国志』守屋洋共訳 さ・え・ら書房 1977-78 中国の古典文学
- 『三国志 5　不服従の思想』花村豊生共訳 徳間書店 1979
- 『「新訳」三国志 激動・波乱の時代を勝ち抜くための百言百話』編訳 PHP研究所 2008

## 参考
- PHP